# 近視

矯正レンズを使うことによる近視の矯正

近視（きんし）は、屈折異常のひとつで、眼球内に入ってきた平行光線が、調節力を働かせていない状態で、網膜上の正しい位置ではなく、もっと手前に焦点を結んでしまう状態。近眼（きんがん、ちかめ）ともいう。
遠方視の場合に、屈折機能が無限遠まで対応できないためはっきり見ることができない。
逆に近方視の場合は支障は少ない。近視は屈折の問題であり網膜や視神経の疾患ではないので一般的に矯正視力が低下するものではない。

## 近視の発生
誕生から20代前半にかけては眼球が成長するので誰でも近視の方向に屈折状態が変化する。つまり、
1. 遠視が強かった者は遠視の程度が弱まる。
2. 丁度よい強さの遠視を持っていた者は正視になる。
3. 遠視が弱かった者は近視になる。
4. 遠視の無かった者は強度の近視になる。

この時期に近視の症状が現れなかった者は、近視化しなかったのではなく、遠視が十分に強かったために近視が顕在化しなかっただけである。成長期の終わった後の最終的な屈折状態（近視または遠視の強さ）は、
1. 生まれ持った遠視の強さ
2. 成長期における近視化の度合い

の2つで決まる。
現代、近視は増加傾向にある。小中学生でも近視の割合は年々高まり、小学生の1/4、中学生の1/2は近視であると言われる。この増加傾向は、小中学生の生活習慣の変化によるものとも、小中学生の平均身長が伸びたことの不可避的な副産物とも言われている。
近視は目の成長が止まるにつれて進まなくなる。

## 近視の種類

### 屈折性近視
角膜および水晶体の曲率が強くて焦点が短過ぎ、網膜より前方に焦点を結んでしまうもの。

### 軸性近視
眼球が通常より前後に長いため、水晶体と網膜との距離が長過ぎ、網膜よりも前方に像を結んでしまうもの。遺伝性の近視は大半が軸性に分類され、矯正を必要とする。眼球が通常より引き伸ばされているため、網膜が薄くなっており、網膜剥離を起こしやすい。

### 偽近視
眼の疲労により一時的に近視のような状態になること。仮性近視、調節緊張性近視とも呼ばれる。近視に含めない考えで単に調節緊張と呼ぶ者もいる。
テレビやパソコン等で目を酷使した後は強くなり、目を休めたり遠くを見ると弱くなる。点眼薬を使って調節を麻痺させないかぎり完全に無くなることはない。視力に問題が無い者を含めて万人が持っているものである。
一見妙な話だが、遠視の者は近視の者より強い偽近視を持っていることが多い。つまり、その時々による遠視度数の変化が近視の者の近視度数の変化より大きい場合が多い。遠視の者は遠くを見るのにも調節力を働かせねばならず、正視や近視の者より眼に対する負担が大きいためと思われる。
名前の通り「偽」の近視であり、前述の真の近視とは別物である。偽近視を放置したからといって真の近視に移行することはないし、逆に目を休ませても治るのは偽近視だけであり真の近視が治ることはない。「＊＊で近視が治った!」「近視が回復する本」などと喧伝され“治る”とされるのはこの近視。
偽近視と本物の近視を併発している場合は、目を休ませることにより偽近視の分だけが回復する。
偽近視の現れ方は人によって違う。つまり、
1. 遠視の場合は遠視が弱まる形で現れる
2. 正視および極軽い遠視の場合は近視になる形で現れる
3. 近視の場合は近視が強まる形で現れる

### 核性近視
老人性白内障に伴い、近視化することがある。
核性白内障が起きた際、起きる。その際には不同視を引き起こすことも多い。

## 臨床による分類
一般的に遺伝・環境が要因とされる。両方が原因となる場合もある。
具体的な原因は今も不明。

### 単純近視
遺伝・環境により発生する近視。大半の近視は単純近視に分類される。
小学校高学年くらいから始まる事が多く「学校近視」とも呼ばれる。

### 病的近視
何らかの異常により眼軸が伸びて発生する軸性近視を「病的近視」と呼ぶ。
幼児期より発生する事が多い。

## 度数
その目を正視に屈折矯正するために必要なレンズの度数で表される。S値とも言い、単位はD（ディオプターあるいはディオプトリ）。Dを表す式は D = 1 (m) / 焦点距離 (m)。
近視では負の値、正視の場合は0となり、遠視では正の値となる。
近視の程度は以下のように分類されるが、単に区切りの良い数字で区切ったに過ぎず、便宜的なものである。強度近視で網膜剥離のリスクが高まるなどと言っても、近視が強くなるにつれて徐々にリスクが高まるのであって、-6Dを超えて強度近視の分類に当てはまるようになった途端に急にリスクが高まるわけでもなければ、-6D以下になって強度近視の分類から外れた途端に急にリスクがなくなるわけでもない。
- 初期近視 -1D以下
- 軽度近視 -1Dを超え-3D以下
- 中等度近視 -3Dを超え-6D以下
- 強度近視 -6Dを超え-10D以下
- 最強度近視 -10Dを超え-15D以下
- 極度近視 -15Dを超える

次のような分類もある。
- 軽度近視 -2D以下
- 中等度近視 -2Dを超え-4D以下
- 強度近視 -4Dを超え-6D以下
- 最強度近視 -6Dを超える

近視の度数と裸眼視力には大まかな関係しかない。度数の強い割に裸眼視力の高い人もいれば、度数の弱い割に裸眼視力の低い人もいる。従って度数が幾つだから裸眼視力が幾つだとか、裸眼視力が幾つだから度数が幾つだとかいう事は極めて大雑把にしか分からない。

## 症状
近視の症状は、遠くをはっきり見ることができないことが主である。軽い近視でははるか遠方が見にくいだけだが、近視の度合いが増すに連れてはっきり見える距離が近くに限られていく。
また、強度近視の多くを占める軸性近視の場合、裸眼では正視の者より網膜に映る像が大きくなってしまう。凸レンズの老眼鏡を通常より眼から離してかけると通常の位置にかけたときより物が大きく見えるが、凸レンズである角膜や水晶体が軸性近視のために正視の場合より網膜から離れてしまっていても同じことが起こるのである。
軸性近視で網膜像が正視眼より大きくなってしまう効果は、近視を眼鏡で矯正することにより、凹レンズで網膜像が小さくなる効果で相殺されてかなり解消される。近視を矯正するレンズを角膜頂点からおよそ15mm離して装用すると正視と同じ大きさの網膜像が得られる。しかし、実際の眼鏡は視野の関係上12～10mmまでレンズを近づけて調整されるので、網膜像が拡大される効果が完全には相殺されず、眼鏡をかけても網膜像は正視眼よりやや大きい。

## 原因
近視の原因ははっきりしておらず様々な説が出されている。遺伝と環境の両方が影響しているが、全ての近視の原因を遺伝だけ、あるいは環境だけで説明はできず、遺伝と環境が複雑に絡み合って近視が発生すると考えられている。原因を遺伝と環境に分割したときに遺伝で説明できる割合（遺伝率）は、60-90%程度と高い。

### 遺伝的要因
家族調査や双子研究により近視の遺伝率が求められている。ただ関連する遺伝子は一部しか特定されていない。ほかに近視発生率の民族間の違いが近視の発生に遺伝が関与していることの証拠として挙げられてきた。遺伝説では、何歳のときに近視になり始め何歳までにどこまで進行するかがある程度まで生まれつき決まっていると考える。例えば発達上の問題から眼球の奥行きが若干延長され、映像が網膜上でなく網膜の前方に結するようになるなど。近視は通常8歳から12歳までの間に発現し、殆どの場合青年期を通じて徐々に進行し、成人になると頭打ちになる。遺伝要因は、他の生化学的要因からも近視の原因となりうる。例えば結合組織の弱さなど。双生児の研究ではPAX6遺伝子の欠陥が近視と関連しているようである。 

### 環境要因
ヒヨコを高さの違う部屋で育てる実験等で環境によって視力に差が生じることが確かめられている。勉強や読書、パソコンなど近くの物を見続けることに対して目が適応する（近業適応）という考え方。近視の人間はあまり毛様体筋を使わなくても近くにピントを合わせやすいので目の疲労が小さい。
どの程度適応が起きるかは遺伝によって差があり、水晶体の厚さが変化する屈折性近視と眼軸の距離が延びる軸性近視のうち前者がより環境要因が大きい。
統計的に長時間勉強や読書をする人に近視が多い傾向や、途上国の農村など勉強をする機会が少ない人に近視が少ないことが環境説を補強しているとも考えられるが、相関関係と因果関係を取り違えているとも考えられる。
屋外光を浴びることで近視の発生率が有意に減少することが 2019年のシステマティック・レビューで示され、学校で1日2時間、屋外光を浴びることが推奨された。2020年のシステマティック・レビューでは、画面を見る時間と近視との関連は明らかではなかった。
ウェアラブルデバイスを用いた 2020年の研究で、近視の小児は近視ではない小児と比較して 3000ルクスないし 5000ルクス以上の光を浴びる時間が短い、20cm未満の距離で作業する時間が長い、といったことが確かめられた。

### バイオレット光の欠如によるとする説
屋外で活動する時間の長い子供に近視が少ないことから屋外環境の何かが近視を抑制するものと考えられるが、その何かとは紫外線に近い可視光線であるバイオレット光であるとする説。太陽光線には豊富なバイオレット光が含まれる一方で、LEDや蛍光灯の照明にはバイオレット光がほとんど含まれておらず、窓ガラスや眼鏡レンズもほとんどバイオレット光を通さないことから屋内環境にはバイオレット光が欠如している。慶應義塾大学医学部では、こうしたバイオレット光の欠如が近視の増加を招いている可能性を指摘している。

### 栄養説
2002年の報道（英語）では幼年期のパンの摂り過ぎ、或いは炭水化物の摂り過ぎによる慢性の高インスリン血症が近視の原因かもしれないと指摘している。この資料（英語）に纏められているように他の栄養素も近視の原因とされている。

### 照明説
赤ちゃんの頃に、夜も明かりをつけた部屋で寝かせて育てると、近視になりやすいというペンシルベニア大学の研究成果が、1999年5月13日発行の『Nature』に掲載された。
ただし、この説には反論(Nature 404, 144 (9 March 2000) )が出ている。親が近視の場合、子供の様子を見るなどの理由で夜間に弱い照明を行う傾向があり、また親子における近視の遺伝的相関も高いため、夜間の照明と子供の近視とに相関が出てしまう。相関関係と因果関係を取り違えているという反論である。

### 睡眠不足説
成長期に睡眠が不足すると近視になるとする説。

### 体格向上説
身長が伸びる際、骨格系があらゆる方向に伸び、眼軸長（角膜と網膜までの距離）も伸びて近視に繋がる場合があるという仮説がある

## 予防
近視の発生や進行を予防するために、いくつかの方法が試みられてきた。なお、家電メーカーがテレビを観るのに画面の高さの何倍の距離が必要だなどと呼びかけるのは、それくらい離れて観ないと画面の粗が見えてしまって綺麗に見えないという意味であり、近視予防の観点から呼びかけているわけではない。テレビの高画質化に伴い、メーカーが推奨する距離は以前より短くなっている。

### 低濃度アトロピン点眼薬
小児の斜視や弱視の診断・治療に使用される検査用の1％アトロピン点眼（高濃度）でも近視進行抑制効果が確認されているが、副作用（眩しさや近見視力低下）や治療中止後のリバウンド現象が課題であった。シンガポールの研究では、0.01%の低濃度アトロピン点眼薬で副作用やリバウンド現象が抑えられ、近視進行を約60%抑制する効果が持続することが示された。メタアナリシスでは、濃度依存性に効果があることが示されており、効果と副作用を天秤にかけた0.01%～0.05%の濃度で現在近視進行抑制治療を行うことが主流となっている。日本国内で実施された臨床試験では、24カ月間の投与により、プラセボ群と比較して有意な近視進行抑制効果が確認され、さらに投与中止後も3年間にわたり有効性が持続した。日本では参天製薬が「リジュセア」という商品名で開発しており、2024年12月現在、承認審査中である。

### オルソケラトロジー
オルソケラトロジーに近視の矯正の他、近視の進行予防効果をも期待する方法。いくつもの実験で有効性が裏付けられた。

### 遠近両用コンタクトレンズ
老眼のない若年者にも遠近両用コンタクトレンズを装用させることで近視を予防する効果を期待する方法。

### 遠近両用眼鏡
老眼のない若年者にも遠近両用眼鏡を装用させることで近視の予防効果を期待する方法。効果を検証する実験が複数行われたが、結果は有効だったり無効だったりと分かれている。

### 完全矯正眼鏡
眼鏡を作成する際に一番よく見える度数にすることを完全矯正といい、あえて弱めの度数にすることを低矯正という。従来、低矯正の眼鏡を装用することで近業時の目の負担を減らし、近視の進行を予防できるとする考えがあった。しかしながら、効果を検証する実験では、効果が認められなかったばかりか、むしろ低矯正にしていると完全矯正にしているより近視の進行が速いという結果であった

。
また、この方法ではよく見える度数にしていないのだから「眼鏡をかけてもあまりよく見えない」という不利益があることが自明である。こちらの論文では、
- 近視低矯正に進行予防効果があることを裏付ける証拠は、古い時代の少数の被験者による実験や動物実験と薄弱である
- 近年の、人間を対象とした、より多数の被験者を用いた複数の実験は、低矯正は完全矯正よりむしろ近視を余計に進行させてしまうことを示している
- 低矯正には、よく見えないという明白な不利益がある

ことから、近視は完全矯正すべきだと結論付けている。
日本眼科医会の2010年度調査報告では、複数の実験結果のメタ解析から、低矯正眼鏡あるいは軽度近視を矯正しないことに近視進行の抑制効果は期待できないとした上で、しかしながら従来は低矯正のほうが進行を抑制するという考えがあったことから、近視低矯正で処方するか完全矯正で処方するかについて臨床現場では判断が分かれていると報告している。

### 眼鏡をかけない
近視になっても眼鏡をかけないようにすることで近視の進行を防ぐことができる、あるいは眼鏡をかけることこそが近視の原因であるとの主張が民間療法家によってよくなされる。近視になる以前には眼鏡をかけていなかったのに眼鏡をかけたせいで近視になったとは矛盾しているし、世界には眼鏡を持っていない近視の人も大勢いるので、この主張は誤りだと考えられる。先天性白内障の乳児が急速に眼軸を伸展させることなどから、清明な視界が得られないと人間を含む動物の眼は近視化すると考えられている。これを防ぐためには近視になったら矯正することが必要である。
もっとも、このことは実験によって検証されているわけではない。もし眼鏡を全くかけないことが近視の進行を遅らせるか否かを実験によって検証するのならば、被験児の一部を、ぼやけた視界の、学業に明らかに不利な状況に長期にわたって置かなければならないが、そんな実験は倫理的に許されないからである。眼鏡を全くかけない場合ほど極端には被験児の視界をぼやけさせない、低矯正眼鏡に近視進行の抑制作用があるか否かを検証する実験さえ、低矯正群のほうがかえって進行が速いと分かった時点で期間を短縮して終了された例があるほどである。

## 矯正

### 眼鏡・コンタクトレンズ
最も一般的な屈折矯正法。
凹レンズの眼鏡、コンタクトレンズで行われる。
高すぎる屈折力を凹レンズで緩和することにより、網膜上にピントが合うようになる。
また、見えにくい自覚症状が有る場合で偽近視で無い場合、医師の処方にもとづいて、メガネ・コンタクトレンズを購入するのが大原則である。
見えにくいままでいると、頭痛や肩こり、また生活するうえでのストレスとなり、体に大変好ましくない。

### 視力回復手術
角膜を手術などにより薄くして屈折力を弱め、矯正する。以下の手術法がある。
RK手術
角膜を切開、将来の眼球破裂の危険があるため現在はあまり行なわれない。RKはラジアル・ケラトトミーの略。
PRK手術
レーザーにより角膜を薄くする。PRKはフォトレフラクティブ・ケラトトミーの略。
レーシック手術
PRKの改良型。
ICR手術
角膜の周辺部にリングを埋め込んで変形させる。成功すれば眼鏡・コンタクトレンズの煩わしさが無くなるが、
- 費用が高価。
- 手術に危険性が伴う。
- 後遺症が残る可能性がある。
- 手術が成功しても思ったより視力が回復しない。
- 気圧が下がると（飛行機内や高山で）近視が戻り、気圧が上がると（ダイビング等）遠視化する。
- 角膜の治癒力により、数年から十数年で元に戻って（近視化して）来る。
- 外傷に対して弱くなる。

といった問題がある。
phakic IOL手術
phakic IOLには水晶体前の後房内に、又は虹彩支持させる形で、有水晶体下にて眼内レンズを挿入し近視矯正を行うため、角膜を薄くしない。現在は安全性の高い後者（ICLやArtiflex）が代名詞となっている。
強度近視の矯正に優れ、以前のように白内障などの合併症も減っており、欧米や韓国ではレーシックを凌ぐ勢いで使用されている。
認定資格者の医師のみが手術可能である。

### トレーニング
眼球運動による視力回復トレーニングにより毛様体の筋力を回復させる。しかし、民間療法であり医学的根拠は十分でない。
筋力低下が原因で見たいものにピントを合わせるのに時間がかかったり、動くものを目で追えなくなる等、老眼の症状には筋力回復による視力の向上が見込めるが、眼球の変形により焦点距離が変化した結果の近視が治る事は無い。立体視による視力改善を謳う本等も同様である。
近視の予防には定期的に空など無限遠に有るものを見るなどして、長時間の読書などで近くに焦点を合わせるため近視にする方向にかかっている力を抜いてリラックスすることが重要である。一度変形した眼球を戻す方法は今のところ存在していない。

### オルソケラトロジー
特にハードコンタクトレンズに顕著だが、通常のコンタクトレンズでも外した後数日間はコンタクトレンズの形に合わせて角膜が変形された癖が残ることにより近視が本来より弱くなることが知られていた。このことは従来、コンタクトを外した直後に合わせて眼鏡を作ればコンタクトレンズを外して時間が経つと弱すぎになってしまい、かといってコンタクトを外してから期間を置いて眼鏡を作ればコンタクトを外した直後には強すぎてしまうという欠点と捉えられてきたが、これを逆に利用して、積極的に角膜を強く変形させることで近視を矯正しようというのがオルソケラトロジーである。角膜矯正用コンタクトレンズを使用する。
夜寝る前に装着するだけで昼間は裸眼で過ごせるが、瞬きがなくなり涙量の減る就寝中にコンタクトレンズを装用することは角膜感染症などのリスクを日中だけ装用する場合より大幅に高める。利便性から考えると夜寝る前に装着するだけでよい手軽な方法であるが、衛生面から考えると、コンタクトレンズの装用をもっとも避けたい時間帯にわざわざ装用しなければならない方法である。

### 光刺激
クボタビジョンでは軸性近視の治療として、網膜周辺に光とピントの合っていない像を投影して眼軸長を短縮させるという近視矯正機器を開発し、テストを行っている。

## なり易い病気
- 網膜剥離
- 黄斑変性
- 飛蚊症
- 緑内障